# Paradoxornis à front fauve
Suthora fulvifrons
Espèce
Synonymes
- Paradoxornis fulvifrons (Hodgson, 1845)[1]

Statut de conservation UICN

 LC  : Préoccupation mineure
Le Paradoxornis à front fauve (Suthora fulvifrons) est une espèce d'oiseaux de la famille des Paradoxornithidae.
Son aire discontinue s'étend à travers le nord-est de l'Himalaya, le centre/sud-ouest de la Chine et le nord-est de la Birmanie.

## Liste des sous-espèces
Selon Catalogue of Life (22 août 2020) :
- sous-espèce Suthora fulvifrons albifacies Mayr & Birckhead, 1937
- sous-espèce Suthora fulvifrons chayulensis Kinnear, 1940
- sous-espèce Suthora fulvifrons cyanophrys David, 1874
- sous-espèce Suthora fulvifrons fulvifrons (Hodgson, 1845)